# Circonscription de Charlton
La circonscription de Charlton est une ancienne circonscription électorale australienne en Nouvelle-Galles du Sud. Créée en 1984, elle portait le nom de Matthew Charlton, chef du Parti travailliste australien de 1922 à 1928.
Elle était située dans la région de la vallée Hunter et comprenait les villes minières de Cardiff et de Wallsend. C'était un siège assuré pour le Parti travailliste.
Lors de la réorganisation de 2015, elle est supprimée et l'essentiel de son territoire rattaché à la circonscription de Hunter à compter des élections fédérales de 2016.

## Députés
| Nom         | Parti        | Période de mandat |
| ----------- | ------------ | ----------------- |
| Bob Brown   | Travailliste | 1984–1998         |
| Kelly Hoare | Travailliste | 1968–2007         |
| Greg Combet | Travailliste | 2007–2013         |
| Pat Conroy  | Travailliste | 2013-2016         |